# Want One
A 2003-as Want One Rufus Wainwright harmadik nagylemeze. Két kislemez jelent meg mellé, az I Don't Know What It Is (2004. július 26.), amely a 74. helyig jutott a brit kislemezlistán, illetve az Oh What a World (2004. november 8.). Maga a lemez három országban került a listákra, a Billboard 200-on a 60., Franciaországban a 130., Hollandiában a 77. helyig jutott.
Az albumért Wainwright 2004-ben átvehette a kiemelkedő zenésznek és a legjobb új lemeznek járó GLAAD Media Awards-ot, továbbá jelölték a legjobb dalszerző kategóriában az OutMusic Awards-on. 2004-ben egy Shortlist Music Prize jelölést kapott a lemez.
A Want One egy duplalemeznek tervezett kiadvány első része. A folytatás Want Two címmel jelent meg a következő évben. A kétlemezes kiadás Want címmel jelent meg az Egyesült Királyságban 2005. november 28-án.
Szerepel az 1001 lemez, amit hallanod kell, mielőtt meghalsz című könyvben.

## Az album dalai
|     | Cím                     | Szerző(k)        | Hossz |
| --- | ----------------------- | ---------------- | ----- |
| 1.  | Oh What a World         | Rufus Wainwright | 4:23  |
| 2.  | I Don't Know What It Is | Wainwright       | 4:51  |
| 3.  | Vicious World           | Wainwright       | 2:50  |
| 4.  | Movies of Myself        | Wainwright       | 4:31  |
| 5.  | Pretty Things           | Wainwright       | 2:40  |
| 6.  | Go or Go Ahead          | Wainwright       | 6:39  |
| 7.  | Vibrate                 | Wainwright       | 2:44  |
| 8.  | 14th Street             | Wainwright       | 4:44  |
| 9.  | Natasha                 | Wainwright       | 3:29  |
| 10. | Harvester of Hearts     | Wainwright       | 3:35  |
| 11. | Beautiful Child         | Wainwright       | 4:16  |
| 12. | Want                    | Wainwright       | 5:11  |
| 13. | 11:11                   | Wainwright       | 4:27  |
| 14. | Dinner at Eight         | Wainwright       | 4:33  |

## Közreműködők
- Rufus Wainwright – ének (1–14), zongora (2, 5, 8, 10, 14), fender rhodes (3), lejátszó (3), akusztikus gitár (4, 6, 11–13), billentyűk (9), zenekar hangszerelése (1, 2, 7, 9, 14), kórus hangszerelése (7)
- Sterling Campbell – dob (2–4, 13)
- Simon C. Clarke – altszaxofon (1, 8, 11), baritonszaxofon (1, 8, 10–11), fuvola (1, 2, 14), altfuvola (1), piccolo (1)
- Marius de Vries – zongora (1, 7–8, 12–13), programozás (1–4, 6–14), vibrafon (10, 12), zenekar hangszerelése (1–2, 7, 14), kórus hangszerelése (7)
- Chris Elliott – zenekar hangszerelése (1–2, 7, 9, 14)
- Isobel Griffiths – zenekar vezénylése (1–2, 7, 14)
- Adrian Hallowell – basszusharsona (8, 11)
- Levon Helm – dob (8)
- Jeff Hill – basszusgitár (2,4,6,8,11–13)
- Nick Hitchens – tuba (1)
- Matt Johnson – dob (6, 9, 11–12)
- Alexandra Knoll – oboa (2)
- Gerry Leonard – gitár (2, 8), elektromos gitár (4, 6, 11–13), mandolin (13)
- The London Oratory Choir – kórus (7)
- Roddy Lorimer – trombita (1, 2, 8, 10–11), szárnykürt (10)
- Kate McGarrigle – bendzsó (8), harmonika (14)
- Jack McKeever – hangmérnök
- Maxim Moston – koncertmester (9), zenekar hangszerelése (1–2, 7, 9, 14)
- Jenni Muldaur – vokál (8, 12)
- Bernard O'Neill – basszusgitár (3, 9–10)
- Tim Sanders – tenorszaxofon (1, 8, 10–11)
- David Sapadin – klarinét (2)
- Charlie Sexton – gitár (2, 8), elektromos gitár (4, 6, 11–12)
- Daniel Shelly – fagott (2)
- Alexis Smith – programozás  (1–4, 6–14)
- Joy Smith – hárfa (1–2, 13–14)
- Paul Spong – trombita (1–2, 8, 11)
- Dave Stewart – basszusharsona (1–2, 11)
- Linda Thompson – vokál (10)
- Teddy Thompson – vokál (10)
- Martha Wainwright – vokál (8, 12)
- Annie Whitehead – harsona (1–2, 8, 10–11)
- Gavyn Wright – zenekarvezető (1–2, 7, 14)
- Jimmy Zhivago – gitár (2), elektromos gitár (4), zongora (8)

## Fordítás
Ez a szócikk részben vagy egészben a Want One című angol Wikipédia-szócikk ezen változatának fordításán alapul.  Az eredeti cikk szerkesztőit annak laptörténete sorolja fel. Ez a jelzés csupán a megfogalmazás eredetét és a szerzői jogokat jelzi, nem szolgál a cikkben szereplő információk forrásmegjelöléseként.